# راتایه (استان اشوی‌داشکسیه)
راتایه (به لهستانی: Rataje) یک منطقهٔ مسکونی در لهستان است که در گمینا وانخوتسک واقع شده‌است. راتایه ۴۲۵ نفر جمعیت دارد.